# Slavenosrbský jazyk
Slavenosrbský jazyk (slavяnoserbskій, slavenoserpskій, slovenskій) byl jazyk, respektive varianta několika jazyků - srbštiny, ruštiny a staroslověnštiny - který se používal na přelomu 18. a 19. století v srbském literárním umění i školství hlavně ve Vojvodině a dalších místech Rakouska, kde žili Srbové. Mezi jeho hlavní propagátory patří například Zaharije Orfelin (iniciátor, 1768) a Milovan Vidaković (oponent reformy Vuka Karadžiće).

## Gramatika
Slavenosrbský jazyk neměl pevně daná gramatická pravidla a proto se jednotlivé práce, které v něm byly napsané, dost lišily a závisely na interpretaci autora. Přesto byl ale tehdejším Srbům dostatečně srozumitelný. V textech se objevovaly některé prvky typické pro ruštinu, například u třetí osoby mn. čísla zakončení na -t (oni mogut namísto oni mogu), nebo čto místo dnešního srbského šta.
Slavenosrbský jazyk nahradila moderní srbština, na které pracoval Vuk Karadžić, srbský reformátor. Jí se dokončil proces, který byl již zahájen postupným vývojem slavenosrbského jazyka, tj. nástup lidové mluvy a vytlačování církevní verze jazyka a cizích (ruských) slov a jejich deklinací. S tímto programem přišel v roce 1782 srbský literát Dositej Obradović, který přistoupil hlavně k lidovému jazyku, avšak zanechal ta ruská slova, pro která neexistovaly v srbštině ekvivalentní výrazy.